# Gatka (Pobłocie)
Gatka (kaszb. Gôtkô, niem. Gadgen) – część wsi Pobłocie  w Polsce, położona w województwie pomorskim, w powiecie słupskim, w gminie Główczyce. Gatka wchodzi w skład sołectwa Pobłocie.
W latach 1975–1998 Gatka administracyjnie należała do województwa słupskiego.

## Nazwa
Nazwa miejscowości, odnotowana po raz pierwszy w formie Gadgen w 1863, ma pochodzenie słowiańskie i charakter kulturowy. Została wyprowadzona od nazwy pospolitej gatka „mała grobla, umocnienie z faszyny”. Niemiecka nazwa Gadgen jest adaptacją fonetyczną pierwotnej nazwy słowiańskiej.
Rada Języka Kaszubskiego proponuje kaszubską formę nazwy Gatka.